# Князь ди Сульмона

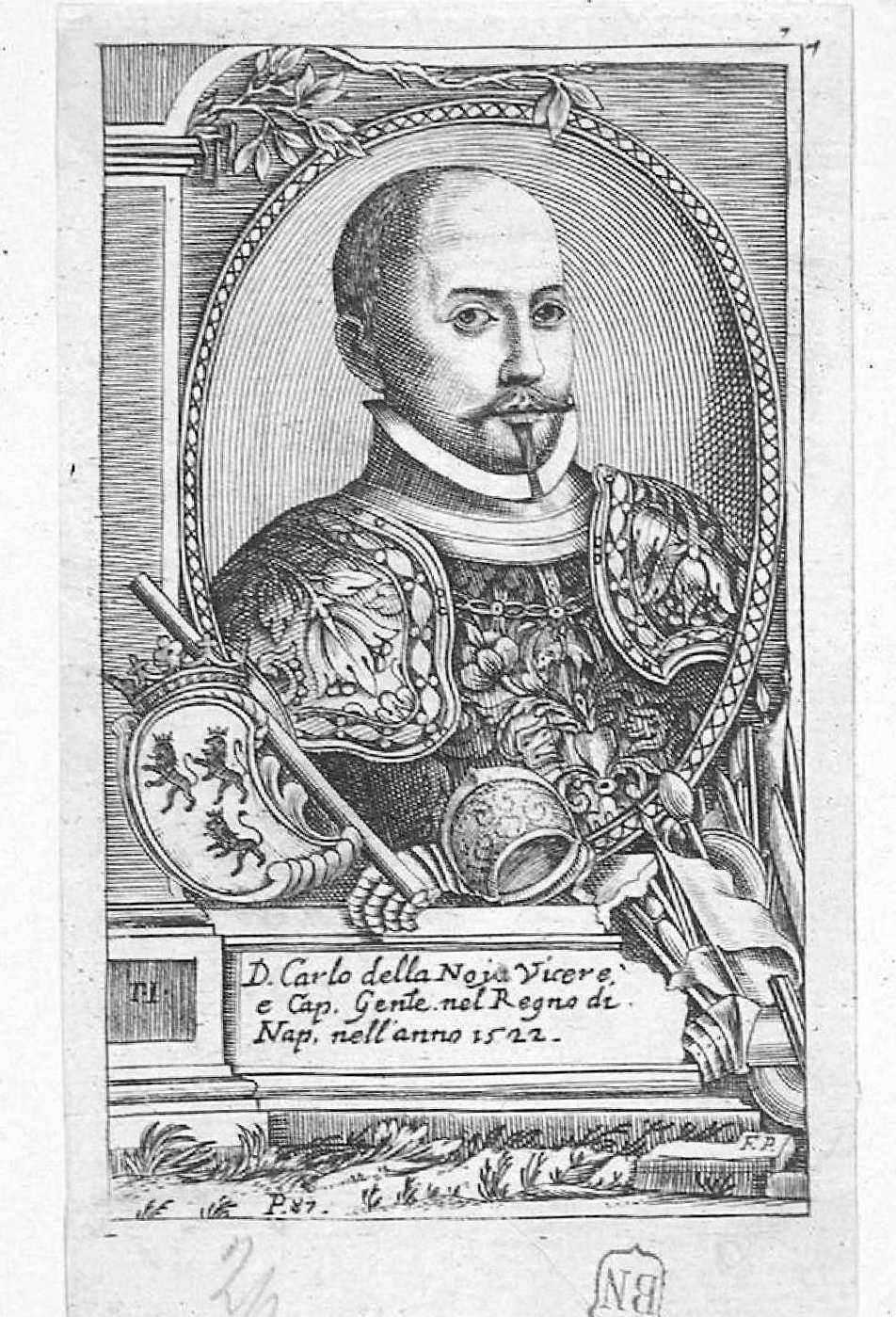
Портрет Шарля де Ланнуа (1487—1527), 1-го князя ди Сульмона

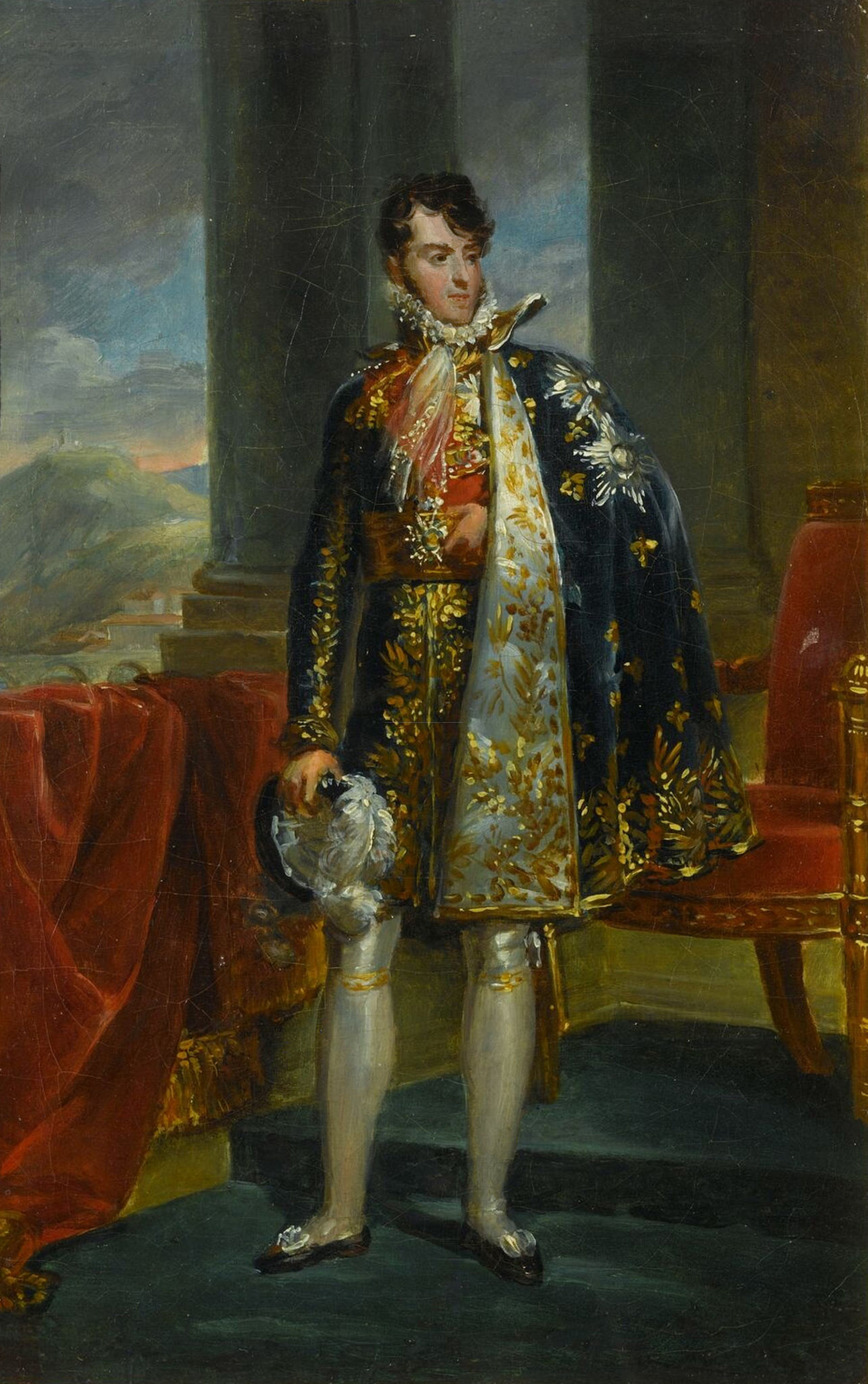
Камилло II Боргезе (1775—1832), 7-й князь ди Сульмона (1800—1832)

Князь ди Сульмона (итал. Principe di Sulmona) — итальянский аристократический титул. Титул происходит от названия города Сульмона, провинция Л’Акуила, регион Абруццо.
Княжеский титул был создан в 1526 году императором Священной Римской империи Карлом V Габсбургом для вице-короля Неаполя в 1522—1523 годах Шарля де Ланнуа (ок. 1487—1527). Его прямые потомки носили княжеский титул до 1604 года.
В 1610 году княжеский титул был восстановлен королем Испании Филиппом III для Маркантонио Боргезе (1598—1658), племянника римского папы Павла V. Испанский король Филипп III продал княжество и город Сульмона семье Боргезе. После объединения Италии титул князя Сульмоны был признан новым Королевством Италия.

## Дом Ланнуа (1526—1604)

Герб Шарля де Ланнуа

- 1526—1527: Шарль де Ланнуа (1487—1527), вице-король Неаполя, 1-й князь ди Сульмона и Ортонамаре. Сын Жана III де Ланнуа и его второй жены Жанны де Линь
- 1527—1553: Филипп I де Ланнуа (1514—1553), 2-й князь ди Сульмона и Ортонамаре, граф ди Венафро, старший сын предыдущего и Франсуазы д’Антремон де Монбель
- 1553—1568: Карл III де Ланнуа (1537—1568), 3-й князь ди Сульмона и Ортонамаре, граф ди Венафро, старший сын предыдущего и Изабеллы Колонна (1513—1570), дочери Веспасиано Колонна, 2-го герцога ди Траетто, и Беатриче Аппиано д’Арагон. Был женат на принцессе Констансе Дориа дель Карретто (1543—1591), дочери Маркантонио Дориа дель Карретто, князя Мельфи и Священной Римской империи, и Джованны де Лейва. Бездетен.
- 1568—1597: Орацио I де Ланнуа (ум. 1597), 4-й князь ди Сульмона и Ортонамаре, граф ди Венафро, младший брат предыдущего. Был женат на Антонии д’Авалос д’Аквино д’Арагона, дочери Альфонсо д’Авалоса д’Аквино д’Арагоны, 1-го князя ди Пескары, и Марии д’Арагона, вдовы Джан Джакомо Тривульцио, маркиза ди Виджевано.
- 1597—1600: Филипп II де Ланнуа (ум. 1600), 5-й князь ди Сульмона, а также граф ди Потенца (по праву жены), сын предыдущего. Был женат на Порции де Гевара, 7-й графине ди Потенца, дочери Альфонсо, 6-го графа ди Потенца, и Изабеллы Джезуальдо, принцессы ди Веноза
- 1600—1604: Орацио II де Ланнуа (ум. 1604), 6-й князь ди Сульмона и 8-й граф ди Потенца, единственный сын предыдущего.

## Дом Боргезе

Герб дома Боргезе

- 1610—1658: Маркантонио II Боргезе (3 июля 1598 — январь 1658), 1-й князь ди Сульмона. Сын Джованни Баттисты Боргезе и Виргинии Ланте, племянник папы римского Павла V
- 1658—1717: Джованни Баттиста Боргезе (14 октября 1639 — 25 августа 1717), 2-й князь ди Сульмона, внук предыдущего, сын Паоло Боргезе (1624—1646) и Олимпии Альдобрандини (1623—1681)
- 1717—1729: Маркантонио III Боргезе (20 мая 1660 — 22 мая 1729), 3-й князь ди Сульмона, старший сын предыдущего и Элеоноры Банкомпаньи. Вице-король Неаполя (1721—1722).
- 1729—1763: Камилло I Боргезе (17 апреля 1693 — 12 сентября 1763), 4-й князь ди Сульмона. Единственный сын предыдущего и Ливии Спинола
- 1763—1800: Маркантонио IV Боргезе (ит.) (14 сентября 1730 — 18 марта 1800), 5-й князь ди Сульмона. Старший сын предыдущего и Агнессы Колонна
- 1800—1832: Камилло II Боргезе (19 июля 1775 — 9 мая 1832), 6-й князь ди Сульмона, старший сын предыдущего и Анны-Марии Сальвиати (1752—1809). Был женат на Каролине Бонапарт, сестре императора Наполеона I
- 1832—1839: Франческо Боргезе (9 июня 1776 — 30 мая 1839), 7-й князь ди Сульмона, младший брат предыдущего
- 1839—1886: Маркантонио V Боргезе (23 февраля 1814 — 5 октября 1886), 8-й князь ди Сульмона. Старший сын предыдущего и герцогини Адель де Ларошфуко (1793—1877)
- 1886—1920: Паоло Боргезе (13 сентября 1845 — 18 ноября 1920), 9-й князь ди Сульмона. Старший сын предыдущего от второго брака с Терезой де Ларошфуко (1823—1894)
- 1920—1927: Сципионе I Боргезе (11 февраля 1871 — 15 марта 1927), итальянский путешественник и автогонщик, 10-й князь ди Сульмона. Старший сын предыдущего и венгерской графини Илоны Аппоньи де Надь-Аппоньи (1844—1914). Был женат на Анне Марии Де Феррари (1874—1924), дочери герцога Гаэтано Де Феррари. В браке имел двух дочерей.
- 1927—1939: Ливио Боргезе (13 августа 1874 — 26 ноября 1939), 11-й князь ди Сульмона, младший брат предыдущего. Был женат с 1901 года на венгерской дворянке Валерии Койн (1880—1956), развелись в 1911 году.
- 1939—1980: Флавио Боргезе (2 мая 1902 — 28 марта 1980), 12-й князь ди Сульмона, старший сын предыдущего. Был женат с 1927 года на Анхеле Патерно, 7-й принцессе ди Сперлинга дель Манганелли, 8-й герцогине ди Палаццо и 15-й баронессе ди Манганелли (1902—1973), дочери принца Антонио и графини Виттории Капрара, графини ди Монтальба
- 1980—2011: Камилло III Боргезе (30 октября 1927 — 22 декабря 2011), 13-й князь ди Сульмона, старший сын предыдущего. С 1958 года был женат на Росанне Нуччи (1933—1981)
- 2011 — настоящее время: Сципионе II Боргезе (род. 19 ноября 1970), 14-й князь ди Сульмона, единственный сын предыдущего.